# Cocco Bill
Cocco Bill ist ein Comic des Zeichners und Autoren Jacovitti. Die parodistische Westernserie wurde erstmals 1957 im italienischen Magazin Il Giorno dei Ragazzi veröffentlicht. Eine deutsche Version kam 1975 auf den Markt.

## Handlung
Die Hauptfigur des Comics ist der Wild-West-Revolverheld Cocco Bill, der entgegen verbreiteter Westernklischees am liebsten Kamillentee trinkt. Er bestreitet meist Abenteuer, die an konventionelle Western-Handlungsstränge angelehnt sind, aber ins Absurde gezogen werden. Die Comicwelt von Cocco Bill ist geprägt durch surreale Figuren und Begebenheiten, wie etwa das Durchbrechen der vierten Wand.

## Ausgaben
Seinen ersten Auftritt hatte Cocco Bill im Jahr 1957 in der ersten Ausgabe des Magazins Il Giorno dei Ragazzi, der Jugendbeilage der Mailänder Tageszeitung Il Giorno. Später erschien er unter anderem auch im Corriere dei Piccoli und im Il Giornalino.
Cocco Bill erschien außer in Italien in verschiedenen weiteren Ländern. Eine deutsche Übersetzung kam 1975 und 1976 beim Schweizer Verlag Gevacur AG heraus, in Form von fünf Alben.
- Band 1: Cocco Bill kauft sich 7 kalte Killer
  - Enthält die 48 Seiten lange Titelgeschichte aus den Jahren 1968/69
- Band 2: Cocco Bill und der Geisterzug
  - Enthält: Cocco Bill und der Geisterzug (44 S., 1969), Tierischer Irrtum (2 S., 1972) und eine kurze Geschichte um eine andere Figur Jacovittis, ein kleines Männlein namens Tarallino (2 S., 1972)
- Band 3: Cocco Bill gegen Gauner und Banditen
  - Enthält: Cocco Bill gegen Gauner und Banditen (44 S., 1971) und Cocco Bill in Teufel und Pistolen (4 S., 1972)
- Band 4: Cocco Bill gegen Gauner und Liliputaner
  - Enthält: Cocco Bill gegen den großen Unbekannten (24 S., 1970), Cocco Bill und die Lilliputs (20 S., 1970), Rotes Hühnerauge (2 S., ohne Jahr. R. H. ist eine Nebenfigur aus Cocco Bill), Zik Zak Zorrykid (2 S., 1972. Dies ist keine Cocco Bill-Geschichte, sondern eine Geschichte um die von ihm 1968 kreierte Titelfigur.)
- Band 5: Cocco Bill: Rotes Hühnerauge und die Hühner mit dem Roten Auge / Cocco Ding Dong! Wildwest Musical in D-Moll von Jacovitti
  - Enthält: Cocco Bill und … und die Hühner mit dem Roten Auge (35 S., 1969), Cocco Dingdong! Wildwest-Musical in D-Moll von Jakovitti (14 S., 1970)

## Zeichentrickserie
Im Jahr 2002 kam der Comic als Zeichentrickserie auf den Bildschirm. Die deutsch-italienische Koproduktion enthielt 26 Folgen, die in Deutschland ab dem 12. Februar 2002 auf Sat.1 ausgestrahlt wurden.